# 上海市中原中学
上海市中原中学是中華人民共和國上海市楊浦區一所公辦高級中學，位于殷行街道开鲁六村50号。学校占地面積32亩。學校成立於1994年，1995年被認定為楊浦區重點中學。

## 外部連結
- 官方网站